# Rhynchostegiopsis carolae
Rhynchostegiopsis carolae är en bladmossart som beskrevs av Marshall Robert Crosby 1976 [1977. Rhynchostegiopsis carolae ingår i släktet Rhynchostegiopsis och familjen Hookeriaceae. Inga underarter finns listade i Catalogue of Life.